# آنت لوئیس فینازی
آلتیا آنت لوئیس هوگ فینازی (زاده ۲۳ ژوئیه ۱۹۲۰ - درگذشته ۱۷ سپتامبر ۱۹۸۳ در دورهام، کارولینای شمالی) نخستین زن و نخستین زن سیاهپوست آمریکایی بود که مدرک دکترای علوم کتابداری را از دانشگاه کلمبیا دریافت کرد. او به عنوان یک پیشگام در زمینه کار کتابداری و آموزش شناخته می‌شد.

## دوران اولیه زندگی و تحصیل
فینازی در ۲۳ ژوئیه ۱۹۲۰ در اورنجبورگ، کارولینای جنوبی به دنیا آمد. والدین او، ویلیام چارلز و آلjیا لایتنر لوئیس، معلم بودند. او با نام آلتیا آنت لوئیس به دنیا آمد و نام‌های خانوادگی شوهر اولش (جرج لافایت هوگ، ازدواج ۱۹۴۴، فوت ۱۹۴۵) و شوهر دومش (جوزف فینازی، ازدواج ۱۹۶۲) را به خود گرفت.
فینازی به مدارس دولتی اورنجبورگ رفت و در سال ۱۹۳۹ با مدرک لیسانس هنر در زبان‌های خارجی مدرن از دانشگاه فیسک فارغ‌التحصیل شد. او مدرک کارشناسی علم کتابداری را در سال ۱۹۴۱ و مدرک کارشناسی ارشد علم کتابداری را در سال ۱۹۴۸ از دانشگاه ایلینوی اربانا-شمپین دریافت کرد.
در سال ۱۹۶۱، او نخستین زن و نخستین زن سیاه‌پوست آمریکایی بود که مدرک دکتری در علم کتابداری را از دانشگاه کلمبیا کسب کرد. پایان‌نامه او با عنوان «طبقه‌بندی کتابخانه کنگره در ایالات متحده: یک بررسی از نظرات و شیوه‌ها با توجه به مشکلات ساختاری و کاربرد» به عنوان یک اثر بنیادی در علم کتابداری توصیف شده است. تحقیقات او که به بررسی نحوه استفاده از طبقه‌بندی کتابخانه کنگره توسط کارکنان و مراجعه‌کنندگان کتابخانه می‌پرداخت، یکی از نخستین مواردی بود که استفاده مراجعه‌کنندگان از این سیستم مورد توجه قرار گرفت.

## شغل
فینازی فعالیت تدریس خود را در کارولینای شمالی در مدرسه تعلیمات شهرستان کازول از سال ۱۹۳۹ تا ۱۹۴۰ به عنوان معلم-کتابدار آغاز کرد. او از سال ۱۹۴۱ تا ۱۹۴۲ کاتالوگ‌نویس در کتابخانه کالج تالادگا در آلاباما بود. از سال ۱۹۴۲ تا ۱۹۴۴، سمت کتابدار روزنامه‌نگاری را در دانشگاه لینکلن میسوری بر عهده داشت. او در دانشگاه آتلانتا دوره‌های کاتالوگ‌نویسی و طبقه‌بندی را از سال ۱۹۴۶ تا ۱۹۵۷ تدریس کرد. پس از خدمت به عنوان کاتالوگ‌نویس در دانشگاه ایلی‌نوی جنوبی (۱۹۵۷–۱۹۶۲)، به دانشگاه آتلانتا برگشت و به عنوان رئیس خدمات ویژه فعالیت کرد که شامل مدیریت مجموعه سیاه‌پوستان کتابخانه ترور آرنت بود – یک مرکز مشهور جهانی برای آفرینش‌های آمریکایی (۱۹۶۲–۱۹۶۷) – و دوباره به استادی در مدرسه خدمات کتابداری (۱۹۶۳–۱۹۶۹) بازگشت. در سال ۱۹۶۹، او به عنوان معاون مدیر مرکز کتابخانه‌های کالج‌های مشترک در آتلانتا منصوب شد. این مرکز یک خدمت وابسته به کتابخانه با هدف توسعه کتابخانه‌های کالج‌ها و دانشگاه‌های تاریخی سیاه‌پوست بود.
فینازی در سال ۱۹۷۰ به عنوان دکترای مدرسه علم کتابداری دانشگاه مرکزی کارولینای شمالی منصوب شد. او در سال ۱۹۷۵ به عنوان نخستین زن سیاه‌پوست رئیس انجمن کتابخانه‌های کارولینای شمالی انتخاب شد. او به عنوان یک educator و مشاور به نسل‌های کتابداران سیاه‌پوست آمریکایی شناخته می‌شد و در سال ۱۹۷۸ از سوی کنگره سیاه‌پوستان انجمن کتابخانه‌های آمریکا افتخاراتی دریافت کرد.

## میراث
فینازی در ۱۷ سپتامبر ۱۹۸۳ در دورهام، کارولینای شمالی درگذشت. دختر او، رمونا هوگ ادلین (متولد ۱۹۴۵)، به یک دانشگاهی و فعال تبدیل شد که به ترویج استفاده از اصطلاح «آفریقایی-آمریکایی» کمک کرد.
در سال ۱۹۸۴، جایزه آنت لوئیس فینازی در مدرسه علم کتابداری و اطلاعات دانشگاه مرکزی کارولینای شمالی تأسیس شد. این جایزه به عنوان یادبودی برای تلاش‌های او در بهبود دسترسی مردم کارولینای شمالی به ادبیات کودکان آفریقایی-آمریکایی طراحی شده و هر سال به فرد یا سازمانی که در این زمینه کار مشابهی انجام می‌دهد، اعطا می‌شود. او به‌طور پس از مرگ در سال ۱۹۸۹ جایزه خدمات برجسته انجمن کتابخانه‌های کارولینای شمالی را دریافت کرد.